# ザ・ブラック・フィッシュ
ザ・ブラック・フィッシュ (The Black Fish) は、オランダのアムステルダムを拠点とする環境保護団体。魚、鯨、イルカ、サメなどの海洋生物の保護を行う。設立は2010年8月11日。設立者は、christine bindal、wietse van der werf、arne feuerhahnの三人で、元反捕鯨団体のシー・シェパードのメンバーで、当時は日本の調査捕鯨の妨害にも参加していた。

## 2010年の抗議活動
2010年9月27日夜に和歌山県太地町の太地港で同団体が、水族館などに販売予定の捕獲したバンドウイルカ、約50頭を保管していた6箇所の生簀の網を切り、イルカを逃がそうとした。しかし、逃げ出したイルカはいなかった。同団体のウェブサイトで、密かに海中に潜って、イルカを逃がすためにいけすの網を切ったとする犯行声明を出していた。犯行の動機は、ショー用に全世界の水族館に売られていくイルカを海に逃したかったとしている。また、同団体が開設するSNSサイトのFacebookでは、今回の犯罪に対し、全面的に賛同する書き込みが次々に寄せられた。さらに、オランダでは大きく記事が掲載され、「太地町での我々の行動に、信じられないほど多くの応援が寄せられた」としている。今回の行動は、2009年に、イルカ漁を批判的に描いた映画「ザ・コーヴ」の影響によると思われる。また、シー・シェパードが、「太地町の件が発生するまで我々はこの団体について聞いたこともなかった」とし、イルカ漁について「反対する団体すべてを支援する」とウェブサイト上でコメントを発表した。